# Christian Meyer (kolarz)
Christian Meyer (ur. 12 grudnia 1969 we Fryburgu Bryzgowijskim) – niemiecki kolarz szosowy, mistrz olimpijski oraz wicemistrz świata.

## Kariera
Pierwszy sukces w karierze Christian Meyer osiągnął w 1992 roku, kiedy wspólnie z Berndem Dittertem, Uwe Peschelem i Michaelem Richem zdobył złoty medal w drużynowej jeździe na czas na igrzyskach olimpijskich w Barcelonie. Na tych samych igrzyskach wystartował także w indywidualnym wyścigu ze startu wspólnego, który ukończył na 68. pozycji. Ponadto na rozgrywanych rok później mistrzostwach świata w Oslo razem z Uwe Peschelem, Michaelem Richem i Andreasem Walzerem zdobył drużynowo srebrny medal. Poza tym jego największym osiągnięciem było zajęcie drugiego miejsca w klasyfikacji generalnej Ronde de l'Isard d'Ariège w 1991 roku. Trzykrotnie zdobywał brązowe medale szosowych mistrzostw kraju w drużynowej jeździe na czas: w latach 1990, 1992 i 1993.